# Watchblog
Ein Watchblog (englisch to watch ‚aufpassen‘, ‚beobachten‘) ist eine nicht klar definierte Form des Weblogs, die oft zur Medienkritik verwendet wird. Es wird häufig von Experten eines bestimmten Themenschwerpunkts betrieben, dient der kritischen Beobachtung und Beurteilung maßgeblicher Entwicklungen und Akteure auf dem jeweiligen Gebiet und hat die Aufklärung der Allgemeinheit zum Ziel.
Bekannte deutschsprachige Watchblogs sind unter anderem:
- abgeordnetenwatch.de
- Bildblog; betrieben von Stefan Niggemeier und Kollegen
- das österreichische Medienwatchblog Kobuk.at
- ORF-watch.at, ein österreichisches Medienwatchblog von Andreas Unterberger, Kurt Ceipek, Claus Reitan und anderen
- Fefes Blog, betrieben vom deutschen IT-Sicherheitsexperten Felix von Leitner